# AMD Platform Security Processor
AMD Platform Security Processor (PSP) (официальное название — AMD Secure Technology) — специальная подсистема процессоров компании AMD, выпущенных примерно начиная с 2013 года и аналогичных по функциональности Intel Management Engine. Согласно официальному документу AMD для разработчиков системного программного обеспечения, «подсистема отвечает за создание и поддержку безопасной среды (англ. security environment», и что «функции PSP включают в себя: запуск системы, инициализацию различных механизмов безопасности и мониторинг системы на предмет подозрительной активности или событий, принятие соответствующих мер в случае такой активности». Критики системы считают, что она может служить бэкдором и представляет на самом деле угрозу безопасности. На просьбу открыть исходный код PSP AMD ответила отказом. 

## Детали реализации
PSP работает на отдельном процессоре с архитектурой ARM, который расположен на том же чипе, что и основной процессор.

## Безопасность
В ноябре 2017 инженер по безопасности Google Сфир Коэн сообщил AMD о найденной им уязвимости в подсистеме PSP, которая может позволить атаку с утечкой важной информации.
В марте 2018 израильская исследовательская компания CTS Labs объявила о серии уязвимостей в процессорах микроархитектуры AMD Zen, таких как EPYC и Ryzen. В отчёте отмечается, что проблемы с PSP могут привести к утечке важной информации. AMD подтвердила наличие проблемы и объявила о доступности обновлений прошивки.